# Cheilotrichia (Empeda) lunensis
Cheilotrichia (Empeda) lunensis is een tweevleugelige uit de familie steltmuggen (Limoniidae). De soort komt voor in het Oriëntaals gebied.